# Maly Wyssozki
Maly Wyssozki (russisch Малый Высоцкий; finnisch Ravansaari) ist eine russische Insel in der Ostsee bei Wyssozk.

Maly Wyssozki, Wyborg, Saimaa-Kanal

Die Insel gehörte von 1918 bis 1940 sowie von 1941 bis 1944 zu Finnland, dazwischen zur Karelo-Finnischen SSR als Teil der Sowjetunion und anschließend zur RSFSR bzw. zur Russischen Föderation.
Von 1963 bis 2013 war sie, zusammen mit dem Saimaa-Kanal, an Finnland verpachtet.
Wegen dieser Besonderheit galt Maly Wyssozki unter Funkamateuren als ein eigenes DXCC-Gebiet, separat von Russland und Finnland. Am 17. Februar 2012 trat ein neuer Vertrag in Kraft, wonach seitdem zwar noch der Saimaa-Kanal, aber nicht mehr die Insel von Finnland gepachtet wird. Damit ist auch der funksportliche Sonderstatus von Maly Wyssozki erloschen.
Zwischen der Insel und Wyssozk verläuft die schmale Durchfahrt zum Hafen von Wyborg.